# Ducat de Bar
El comtat de Bar o Barrois, després ducat de Bar, fou una jurisdicció feudal compartida entre el regne de França (de la que depenia la part a l'oest del Meuse) i el Sacre Imperi Romanogermànic. El comtat es va formar el segle X per obra de Frederic de les Ardenes, germà d'Adalberó, bisbe de Metz. El 1354 l'emperador germànic Carles IV, va transformar el comtat de Bar en ducat. El comte Robert, gendre del rei de França Joan II el Bo, va esdevenir així el primer duc de Bar.
El 1419, el duc Renat I es va casar amb Isabel de Lorena, filla i hereva del duc Carles II de Lorena. Pel Tractat de Foug, es va acordar que els seus descendents regnarien sobre els dos ducats, però que cadascun dels dos ducats guardaria la seva independència. El 1483, el ducat fou amputat de les senyories de Châtel-sur-Moselle i Bainville en benefici del domini de la corona de França. Des d'aleshores el ducat de Lorena i el ducat de Bar tingueren una història comuna: els ducs de Lorena ho eren també de Bar; d'aquí prové l'expressió ‘Ducats de Lorena’ (que sobreentén ‘i de Bar’). Els ducats de Lorena i de Bar van ser annexats per França el 1766, a la mort d'Estanislau Leszczynski, darrer duc de Lorena i de Bar (que els posseïa de manera vitalícia). L'última emperadriu d'Àustria, Zita de Borbó-Parma, va portar durant el seu llarg exili (1918-1989) el títol de duquessa de Bar i és amb aquest títol, inscrit en el seu passaport, que va poder tornar a Àustria per a una curta visita el 1982. El seu fill, l'arxiduc Otó d'Habsburg-Lorena, porta igualment aquest títol; el seu pare li va dir, en el seu llit de mort: «No oblidis mai Lorena».

## Llista de comtes i ducs[1]

### Casal de les Ardenes (vers 950-1093)
- vers 950 - 978: Frederic I (vers 942 † 978), comte de Bar i duc d'Alta Lotaríngia en 977, fill de Wigeric i de Cunegunda, casat el 954 amb Beatriu, filla d'Hug el Gran, duc dels francs
- 978- 1026: Thierry I (vers 965 - 1026), fill, duc d'Alta Lotaríngia, casat amb Riquilda de Lunéville
- 1026- 1028: Frederic II (~995 - 1026), fill, duc d'Alta Lotaríngia, casat vers 1012 amb Matilde, filla d'Herman II duc de Suàbia
- 1027 - 1033: Frederic III (vers 1015 - 1033), fill, duc d'Alta Lotaríngia
- 1033 - 1093: Sofia (vers 1020 - 1093), germana, successió només al comtat, el ducat d'Alta Lotaríngia passa a Goteló I de Baixa Lotaríngia, casat el 1038 amb Lluís de Mousson, comte de Montbéliard, d'Altkirch et de Ferrette

### Casa de Montbéliard (1038-1354)
- 1038 - 1070/73 : Lluís I (1005/19 - 1070/73), comte de Montbéliard, d'Altkirch et de Ferrette, casat el 1038 amb Sofia de Bar

- 1070/73 - 1105: Thierry II (vers 1045 - vers 1105), comte de Montbéliard i de Bar, fill, casat el 1065 amb Ermentruda de Borgonya (1055 † 1105), filla de Guillem I comte de Borgonya i d'Estevaneta.
  - El 1095, el bisbe de Verdun li confereix en feu el comtat de Verdun.
- 1105 - 1149: Renald I el Borni (vers 1090 - 1149), fill, casat el 1120 amb Gisela de Vaudémont (1090 † 1141), filla de Gerard I, comte de Vaudémont i d'Hedwigis de Dagsburg.
- 1149 - 1170: Renald II (vers 1125 - 1170), fill, casat el 1155 amb Agnès de Xampanya (1138 † 1207), filla de Tibald IV de Blois, comte de Xampanya i de Blois, i de Matilde de Caríntia
- 1170 - 1190: Enric I (vers 1160 - 1190), fill
- 1190 - 1214: Tibald I (1158 - 1214), comte de Luxemburg, germà, casat en primeres noces el 1176 amb Laureta de Looz (morta el 1190), en segones noces el 1189 (matrimoni annul·lat el 1195) amb Ermesinda (1189 - 1211), filla de Guiu de Brienne, comte de Bar-sur-Seine i d'Elisabet de Chacenay; i casat en terceres noces el 1197 amb Ermesinda I (1186 - 1247), comtessa de Luxemburg, filla d'Enric IV, comte de Luxemburg i de Namur, i d'Agnès de Gueldre
- 1214 - 1239: Enric II (1190 - 1239), fill (amb Ermesinda de Bar-sur-Seine), casat el 1219 amb Felip de Dreux (1192 - 1242), filla de Robert II, comte de Dreux i de Iolanda de Coucy
- 1239 - 1291: Tibald II (vers 1221 - 1291), fill, casat en primeres noces el 1243 amb Joana de Dampierre i en segones noces amb Joana de Montmorency (morta el 1317), senyora de Toucy
- 1291 - 1302: Enric III de Bar (1259 -1302), fill (amb Joana de Montmorency), casat el 1293 amb Eleonor d'Anglaterra (1269 † 1297), filla d'Eduard I, rei d'Anglaterra, i d'Elionor de Castella
- 1302 - 1336: Eduard I de Bar (vers 1295 -1336), fill, casat el 1310 amb Maria de Borgonya, filla de Robert II, duc de Borgonya, i d'Agnès de França (1260-1325)
- 1336 - 1344: Enric IV de Bar (vers 1323 -1344), fill, casat amb Iolanda de Dampierre (1321 -1395), filla de Robert de Dampierre, senyor de Cassel, i de Joana de Bretanya
- 1344 - 1352: Eduard II de Bar (1339 -1352), fill
- 1352 - 1354: Robert I de Bar (1344 -1411), germà, casat el 1364 amb Maria de França (1344 -1404), filla de Joan II el Bo, rei de França, i de Bona de Luxemburg
  - El 1354, l'emperador Carles IV de la casa de Luxemburg, oncle del comte Robert I, va erigir el comtat en ducat.

## Ducs de Bar (1354-1766)

### casa de Montbéliard (1354-1430)
- 1354 - 1411: Robert I de Bar (1344 -1411), casat el 1364 amb Maria de França (1344 -1404), filla de Joan II el Bo, rei de França, i de Bona de Luxemburg
- 1411 - 1415: Eduard III de Bar (vers 1377 -1415 a la batalla d'Azincourt), segon fill de l'anterior
- 1415 - 1430: Lluís I o II de Bar, (mort el 1430), cardenal, germà. Designa com a successor al seu besnebot Renat d'Anjou (Renat I).

Robert I havia tingut com a fill primogènit Enric (1362 - Nicopòlis, 1396), pare de Robert (mort en 1415 a la batalla d'Azincourt), comte de Marle i de Soissons, que fou el pare de Joana (1415 -1462), casada el 1435 amb Lluís de Luxemburg, comte de Ligny (1418 -1475). Lluís va reclamar la successió al ducat de Bar, pel dret de la seva esposa i es va oposar a la designació feta per de Lluís I de Bar. Finalment les dues parts van arribar a un acord: Lluís de Luxemburg va renunciar al Barrois (el ducat de Bar), i Renat renunciava al comtat de Guisa, que havia estat conquerit per Joan de Luxemburg, germà de Lluís.

### Casa d'Anjou (1430-1480)
- 1430 - 1480: Renat I el Bo (1409 -1480), duc d'Anjou (1434-1480), duc de Lorena (1431-1453),[nota 1] besnebot de Lluis I i fill de LLuís II d'Anjou i de Iolanda d'Aragó, filla de Joan I rei de Catalunya-Aragó, i de Iolanda de Bar. Casat en primeres noces el 1420 amb Isabel (1400 -1452), duquessa de Lorena, filla de Carles II, duc de Lorena, i de Margarita de Baviera; casat en segones noces el 1545 amb Joana de Laval (1433 -1498)
Renat d'Anjou fou llavors duc de Bar i "duc consort" (duc uxori) de Lorena (1431-1453); a la mort de la seva esposa Isabel, duquessa de Lorena, no va conservar el ducat de Lorena i el va traspassar al seu fill primogènit Joan de Calàbria, restant duc de Bar de ple dret fins a la seva mort, que va llegar a una filla.

- 1480: Iolanda d'Anjou (1428 - 1483), filla (amb Isabel I de Lorena), casada amb Ferry II de Lorena (1420 -1470), comte de Vaudémont. El 1473 Iolanda va heretar de la seva mare[nota 2] el ducat de Lorena i el va cedir al seu fill Renat de Vaudémont (Renat II); a la mort del seu pare Ranat d'Anjou el 1480, va heretar el ducat de Bar i el va cedir igualment al seu fill Renat II de Vaudémont.

### Casal de Lorena-Vaudémont (1480-1737)
Amb Renat II, els dos ducats de Lorena i de Bar foren definitivament reunits sota un mateix sobirà restant però dos estats diferenciats. Els ducs de Lorena de la casa de Vaudémont foren igualment ducs de Bar fins a l'annexió dels dos territoris a França el 1766.

Armes dels ducs de Lorena a partir de 1538

- 1480 - 1508: Renat II (1451 -1508), fill, comte de Vaudémont, baró de Joinville (1470-1508), duc de Lorena (1473-1508), comte d'Aumale, baró d'Elbeuf i de Mayenne (1476-1508), duc de Bar (1480-1485). Casat el 1485 amb Felipa de Gueldre (1467 -1547), filla d'Adolf, duc de Gueldre i de Juliers, i de Caterina de Borbó
- 1508 - 1544: Antoni el Bo (1489 -1544), fill, casat el 1515 amb Renata de Borbó-Montpensier, senyora de Mercoeur (1494 -1539), filla de Gilbert de Borbó, comte de Montpensier, i de Clara de Màntua-Gonzaga
- 1544 - 1545: Francesc I (1517 -1545), fill, casat el 1541 amb Cristina de Dinamarca (1521 -1590), filla de Cristià II, rei de Dinamarca, i d'Isabel d'Habsburg
- 1545 - 1552: Regència de Cristina de Dinamarca i de Nicolau de Lorena, duc de Mercoeur, comte de Vaudémont germà de Francesc I
- 1552 - 1559: Regència de Nicolau en solitari
- 1545 - 1608: Carles III el Gran (1543 -1608), fill. Casat el 1559 amb Clàudia de França (1547 -1575), filla d'Enric II, rei de França, i de Caterina de Mèdici
- 1608 - 1624: Enric II el Bo (1563 -1624), fill. Casat en primeres noces el 1599 amb Caterina de Borbó (1559 -1604), filla d'Antoni de Borbó i de Joana d'Albret, reina de Navarra. Casat en segones noces el 1606 amb Margarita de Màntua-Gonzaga (1591 -1632), filla de Vicenç I, duc de Màntua, i d'Elionor de Mèdici
- 1624 - 1625: Nicolaua de Lorena (1608 -1657), filla (amb Margarita de Màntua), casada el 1631 (separada el 1635) amb Carles IV (1604 -1675)
- 1625 - 1625: Francesc II (1572 -1632), fill de Carles III, oncle, abdica en favor del seu fill Carles, casat amb Cristina de Salm (1575 -1627)

De 1634 a 1697, el rei de França intervindrà obertament als ducats de Lorena i de Bar, imposant de vegades als ducs, o ocupant directament el territori 
| ducs efectius | ducs de dret |
| 1624 - 1634: Carles IV (1604 -1675), fill, casat en primeres noces el 1631 (separat el 1635) amb Nicolaua de Lorena (1608 -1657), casat en segones noces el 1637 amb Beatriu de Cusance (1614 -1663), casat en terceres noces el 1665 amb Maria Lluïsa d'Aspremont (1651 -1692) 1634 - 1635: Nicolau Francesc (1609 -1670), germà, casat el 1634 amb Clàudia de Lorena (1612 -1648), filla d'Enric II i de Margarita de Màntua 1635-1641 : la Lorena i el Barrois són ocupats per França 1641 - 1641 : Carles IV, altre co 1641 - 1659: la Lorena i el Barrois són ocupats par França 1659 - 1670: Carles IV, altre cop | 1624 - 1675: Carles IV |
| 1670-1697 : la Lorena i el Barrois són ocupats par França | 1675 - 1690: Carles V (1643 † 1690), nebot, fill de Nicolau Francesc i de Clàudia, casat el 1678 amb Eleonor d'Àustria (1653 -1697), filla de l'emperador Ferran III i d'Eleonor de Màntua 1690 - 1729: Leopold I |

El tractat de Ryswick entrega el ducat de Lorena a Leopold I.
- 1697 - 1729: Leopold I (1679 -1729), duc de dret després de 1690, fill de Carles V i d'Eleonor d'Àustria, casat el 1698 amb Elisabet Carlota d'Orleans (1676 -1744), filla de Felip II d'Orleans o Felip de França (1640-1701), duc d'Orleans, i de Carlota Elisabet de Baviera (1652-1722)
- 1729 - 1737: Francesc III Esteve (1709 -1765), fill, duc de Lorena i de Bar (1729-1737), duc de Teschen (1737-1765), gran duc de Toscana (1737-1765), virrei d'Hongria (1732-1741), emperador electe (1745-1765), casat el 1736 amb Maria Teresa d'Habsburg (1717 -1780), filla de l'emperador Carles VI
- 1729/1730 i 1730/1737 en absència del duc, retingut a Viena, regència de la duquessa d'Orleans Elisabet Carlota d'Orleans

### Casa Leszczyński (1737-1766)
- 1737 - 1766: Estanislau I (1677 -1766), ex-rei de Polònia (1704-1709). Casat amb Caterina Opalinska (1680 -1747)
- 1766: Lluís XV de França, rei de França i Navarra, casat amb Maria Leszczynska (1703 -1768), filla del precedent

El ducat de Bar queda integrat a França.